# 蒙蒂约 (约讷省)
蒙蒂约（法語：Montillot，法語發音：[mɔ̃tijo]）是法国勃艮第-弗朗什-孔泰大区约讷省的一个市镇，属于阿瓦隆区。

## 地理
蒙蒂约（47°31'7"N, 3°43'11"E）面积22.45 平方千米，位于法国勃艮第-弗朗什-孔泰大區约讷省，该省份为法国中北部内陆省份，西接卢瓦雷省，西北接塞纳-马恩省，南至涅夫勒省，东临科多尔省，东北与奥布省接壤。
与蒙蒂约接壤的市镇（或旧市镇、城区）包括：布瓦达尔西、阿涅尔苏布瓦、韦兹莱、阿斯坎、日夫里、布拉奈、布罗斯。

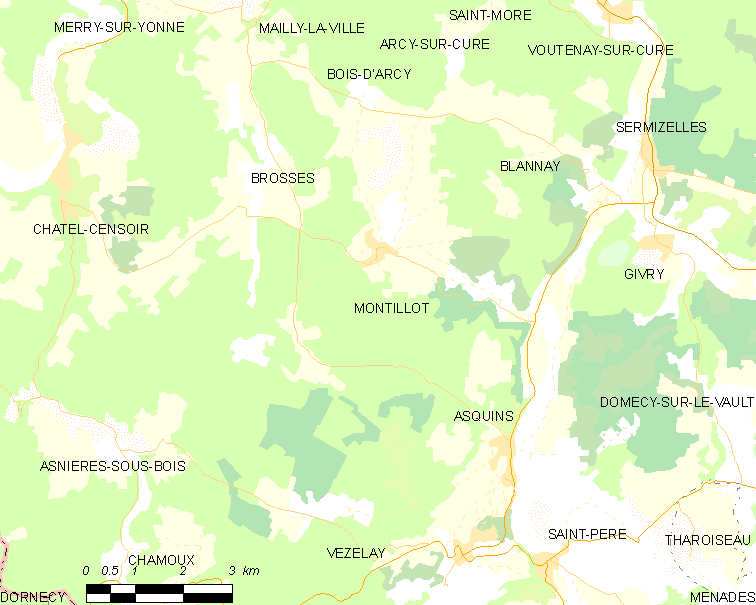
的OSM定位图

蒙蒂约的时区为UTC+01:00、UTC+02:00（夏令时）。

## 行政
蒙蒂约的邮政编码为89660，INSEE市镇编码为89266。

## 政治
蒙蒂约所属的省级选区为茹拉维尔县。

## 人口

1962-2008年间人口变化图示

蒙蒂约于2022年1月1日时的人口数量为251人。